# Echiniscus militaris
Echiniscus militaris är en djurart som tillhör fylumet trögkrypare, och som beskrevs av Murray 1911. Echiniscus militaris ingår i släktet Echiniscus och familjen Echiniscidae. Inga underarter finns listade i Catalogue of Life.